# Ignacio Perruzzi
Ignacio Perruzzi, né le 22 mars 2005 à Mendoza, est un footballeur argentin qui joue au poste de milieu défensif au San Lorenzo.

## Biographie

### Carrière en club
Né à Mendoza en Argentine, Ignacio Perruzzi est formé par le Club Atlético San Lorenzo de Almagro,, où il commence sa carrière professionnelle en championnat d'Argentine. Il joue son premier match avec l'équipe première du club le 3 mai 2025, titulaire lors d'un match de championnat contre le Sarmiento Junín,.

### Carrière en sélection
Début 2025, Ignacio Perruzzi est convoqué avec l'équipe d'Argentine des moins de 20 ans pour participer au Championnat d'Amérique du Sud des moins de 20 ans qui a lieu en janvier et février 2025,. L'Argentine termine à la deuxième place de la compétition, derrière un Brésil qu'elle avait pourtant humilié 6-0 en ouverture,,  les argentins restant en tête du championnat jusqu'à la dernière journée, où il s'inclinent 3-2 contre le Paraguay de Luca Kmet et Diego León, leur première défaite de la compétition,,.

## Palmarès
Argentine -20 ans
- Championnat d'Amérique du Sud
  - Vice-champion en 2025